# Коаліція партій за демократію (Чилі)
Коаліція партій за демократію (ісп. Concertación de Partidos por la Democracia), зазвичай відома як «Консертасьйон» (Concertación) — коаліція політичних партій в Чилі, заснована в 1988 році, наприкінці періоду диктатури Піночета. Кандидати в президенти від цієї партії виграли всі вибори з моменту її заснування, крім останніх — 2010 року, та партія має більшість в парламенті протягом всього цього періоду.